# Djanabou Bakary
Djanabou Bakary, née le 23 mai 1982 à Guider, dans le Département du Mayo Louti, Région du Nord Cameroun est membre de la commission nationale pour la promotion du bilinguisme et du multiculturalisme, attaché au secrétariat général de la présidence de la République et enseignante au département d'histoire de l'université de Maroua au Cameroun.

## Biographie

### Enfance, études et débuts
Fille d’un secrétaire d’administration et d'une femme au foyer, elle a effectué ses études primaires et secondaires dans les villes de Kribi, Hile-Alifa, Yagoua, Guider, Ngaoundéré, Koza et Kolofata, où elle obtient son baccalauréat A4 en 2001. La même année, elle s’inscrit en histoire à l’université de Ngaoundéré et obtient ses diplômes de Licence, Maîtrise et DEA. En 2014, elle soutient un Doctorat Ph/D à l’Université de Maroua.

### Carrière
Djanabou Bakary a commencé sa carrière professionnelle en 2008, lorsqu’elle est retenue au département d’histoire de l’Université de Ngaoundéré pour dispenser les travaux dirigés. En 2009, elle obtient le statut d’attachée temporaire d’enseignement et de recherche (ATER), d’abord dans la même université, ensuite à l’École normale supérieure de Maroua. En 2010, elle y est recrutée comme assistante, puis passe le grade de chargée de cours en 2015. Depuis cette même année, elle occupe le poste de chef de service des œuvres universitaires et de l’intendance à l’ENS de Maroua. Elle est devenue membre de plusieurs réseaux de recherches tels que CODESRIA, ABORNE, Mega Tchad, Fulbright Alumni. En plus membre de la commission nationale pour la promotion deu bilinguisme et du multiculturalisme,.